# Вілф Менніон
Вілф Менніон (англ. Wilf Mannion, нар. 16 травня 1918, Мідлсбро — пом. 14 квітня 2000, Тіссайд) — англійський футболіст, нападник. Входить до списку «100 легенд Футбольної ліги».

## Клубна кар'єра
Вихованець футбольної школи клубу «Саут Бенк».
У дорослому футболі дебютував 1936 року виступами за «Мідлсбро», в якому провів вісімнадцять сезонів, взявши участь у 341 матчі чемпіонату. Більшість часу, проведеного у складі «Мідлсбро», був основним гравцем атакувальної ланки команди.
Протягом 1954—1956 років захищав кольори команди клубу «Халл Сіті».
Завершив професійну ігрову кар'єру у нижчоліговому клубі «Кембридж Юнайтед», за команду якого виступав протягом 1956—1958 років.

## Виступи за збірні
1946 року дебютував в офіційних матчах у складі національної збірної Англії. Протягом кар'єри у національній команді, яка тривала 6 років, провів у формі головної команди країни 26 матчів, забивши 11 голів.
У складі збірної був учасником чемпіонату світу 1950 року у Бразилії.
З 1947 по 1950 рік також захищав кольори олімпійської збірної Англії. У складі цієї збірної провів 4 матчі.
Менніон помер 14 квітня 2000 року в віці 81 року.
| Дата       | Місто          | Господарі         | Результат | Гості      | Турнір                              | Голи | Примітки |
| ---------- | -------------- | ----------------- | --------- | ---------- | ----------------------------------- | ---- | -------- |
| 28-9-1946  | Белфаст        | Північна Ірландія | 2 – 7     | Англія     | товариський матч                    | 3    |          |
| 30-9-1946  | Дублін         | Ірландія          | 0 – 1     | Англія     | товариський матч                    | -    |          |
| 13-11-1946 | Манчестер      | Англія            | 3 – 0     | Уельс      | товариський матч                    | 2    |          |
| 27-11-1946 | Гаддерсфілд    | Англія            | 8 – 2     | Нідерланди | товариський матч                    | 1    |          |
| 12-4-1947  | Лондон         | Англія            | 1 – 1     | Шотландія  | домашній чемпіонат Великої Британії | -    |          |
| 3-5-1947   | Лондон         | Англія            | 3 – 0     | Франція    | товариський матч                    | 1    |          |
| 18-5-1947  | Цюрих          | Швейцарія         | 1 – 0     | Англія     | товариський матч                    | -    |          |
| 25-5-1947  | Лісабон        | Португалія        | 0 – 10    | Англія     | товариський матч                    | -    |          |
| 21-9-1947  | Брюссель       | Бельгія           | 2 – 5     | Англія     | товариський матч                    | -    |          |
| 18-10-1947 | Кардіфф        | Уельс             | 0 – 3     | Англія     | домашній чемпіонат Великої Британії | -    |          |
| 5-11-1947  | Ліверпуль      | Англія            | 2 – 2     | Ірландія   | домашній чемпіонат Великої Британії | 1    |          |
| 19-11-1947 | Лондон         | Англія            | 4 – 2     | Швеція     | товариський матч                    | -    |          |
| 16-5-1948  | Турин          | Італія            | 0 – 4     | Англія     | товариський матч                    | -    |          |
| 18-5-1948  | Осло           | Норвегія          | 1 – 4     | Англія     | товариський матч                    | -    |          |
| 22-5-1949  | Коломб         | Франція           | 1 – 3     | Англія     | товариський матч                    | -    |          |
| 21-9-1949  | Ліверпуль      | Англія            | 0 – 2     | Ірландія   | товариський матч                    | -    |          |
| 15-4-1950  | Глазго         | Шотландія         | 0 – 1     | Англія     | Відбір до ЧС 1950                   | -    |          |
| 14-5-1950  | Лісабон        | Португалія        | 3 – 5     | Англія     | товариський матч                    | -    |          |
| 18-5-1950  | Брюссель       | Бельгія           | 1 – 4     | Англія     | товариський матч                    | 1    |          |
| 25-6-1950  | Ріо-де-Жанейро | Англія            | 2 – 0     | Чилі       | ЧС 1950 - 1-й етап                  | 1    |          |
| 29-6-1950  | Белу-Оризонті  | Англія            | 0 – 1     | США        | ЧС 1950 - 1-й етап                  | -    |          |
| 7-10-1950  | Белфаст        | Північна Ірландія | 1 – 4     | Англія     | домашній чемпіонат Великої Британії | -    |          |
| 15-11-1950 | Сандерленд     | Англія            | 4 – 2     | Уельс      | домашній чемпіонат Великої Британії | 1    |          |
| 22-11-1950 | Лондон         | Англія            | 2 – 2     | Югославія  | товариський матч                    | -    |          |
| 14-4-1951  | Лондон         | Англія            | 2 – 3     | Шотландія  | домашній чемпіонат Великої Британії | -    |          |
| 3-10-1951  | Лондон         | Англія            | 2 – 2     | Франція    | товариський матч                    | -    |          |
| Усього     |                | Матчів            | 26        |            | Голів                               | 11   |          |

## Титули і досягнення
- Володар Суперкубка Англії: 1950